# Heritage and Stabilization Fund
Der Heritage and Stabilization Fund (HSF) ist ein Staatsfonds, der 2007 von der Republik Trinidad und Tobago gegründet wurde. Sein Hauptziel ist es, überschüssige Einnahmen aus dem Erdölgeschäft zu investieren, um die öffentlichen Ausgaben bei Einnahmerückgängen zu unterstützen und künftigen Generationen ein finanzielles Erbe zu sichern. Der HSF befindet sich im Eigentum des Staates, wird aber von einem unabhängigen Vorstand verwaltet.

## Geschichte
Der Heritage and Stabilization Fund (HSF) wurde im März 2007 durch ein Gesetz (Gesetz 6 von 2007) eingerichtet.
Der HSF ist ein langfristiger Fonds mit zwei unterschiedlichen Elementen: einer Stabilisierungskomponente zum Schutz der Finanzpolitik vor Schwankungen der Energieeinnahmen und einer Sparkomponente für zukünftige Generationen. Der Sparkomponente dieses Fonds wird ein stärkerer Schwerpunkt zugewiesen. Die Devisenreserven des Fonds stammen aus den Erlösen aus Öl- und Erdgasexporten.
Der Fonds ist von den gesamten Devisenreserven Trinidad und Tobagos getrennt.
Ende 2024 verwaltete der Fonds ein Vermögen von knapp 6 Milliarden USD.

## Mitgliedschaften
Er ist Mitglied im International Forum of Sovereign Wealth Funds (IFSWF) und hat sich damit verbunden auch den Santiago-Prinzipien für angemessenes Handeln und ordentlicher Geschäftstätigkeit verschrieben.